# Kokosové textilní vlákno
Kokosové textilní vlákno je textilní surovina získaná z kůry plodů kokosové palmy (Cocos nucifera).

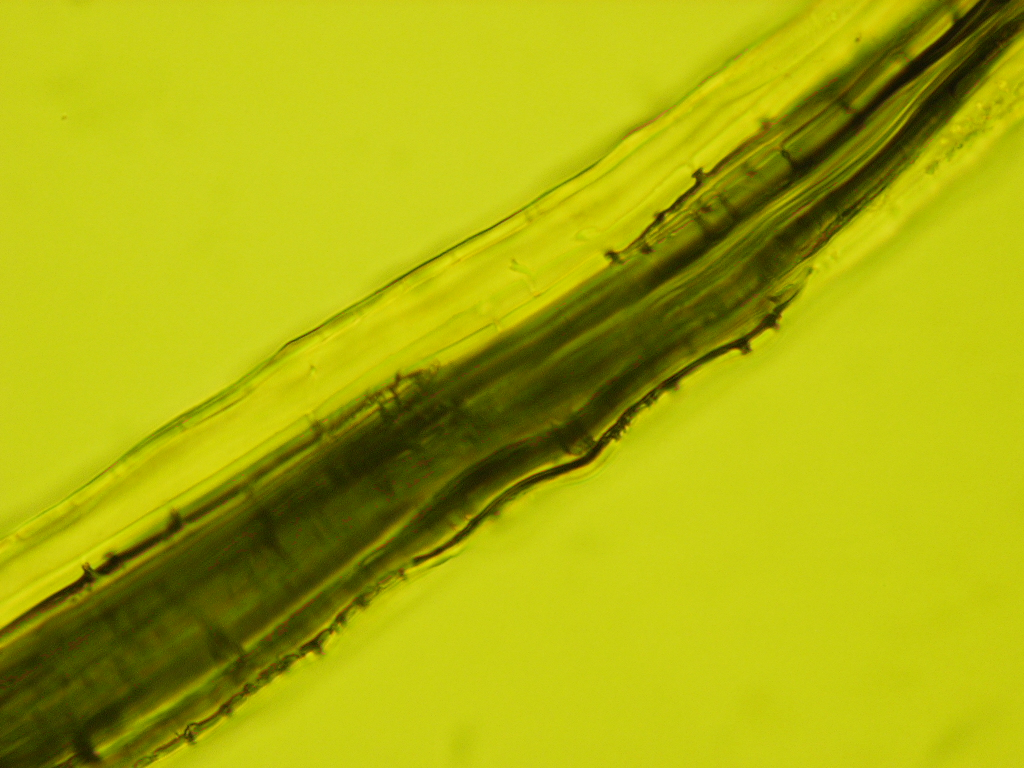
Kokosové vlákno 40× zvětšené

## Vlastnosti a použití vláken
Z jednoho ořechu (o průměrné váze 300 g) se získává cca 80 g vláken. Tloušťka vláken kolísá mezi 50 až 300 µm (průměr 40 tex), délka vláken bývá 10–30 cm.
Pevnost 10 g/tex, spec. váha 1,25 g/cm³, tažnost 15–25 %, cena vláken 0,20 €/kg, rohoží 0,40 €/kg.
Zhruba polovina z dodávaných rozvolněných (ojednocených) kokosových vláken se používá na netextilní výrobky, jako jsou výplně k čalounění sedadel a nábytku (např. elancrin), izolace, kartáče atd.
Druhá část se zpracovává na příze k výrobě tkanin, lan, provazů a vázaných koberců.

## Z historie
Kokosové palmy se kultivují už nejméně 4000 let, využití kokosových vláken k výrobě textilií je známé asi od 11. století. S továrním zpracováním kokosových vláken se začalo v indickém Alleppey (stát Kérala) asi v roce 1859, v roce 1964 se ve světě získávalo z kokosových ořechů asi 400 000 tun textilních vláken.
Ve 2. dekádě 21. století vzrostla světová spotřeba kokosových textilních vláken na více než 1 milion tun ročně. Asi 50 % z nich pochází z Indie, 25 % z Vietnamu a 13 % ze Srí Lanky.
V těchto státech se textilním (převážně ručním) zpracováním kokosových vláken zabývá cca 1 milion lidí.
V Indii bylo např. v roce 2015 z 1,3 milionu slupek kokosových ořechů extrahováno 540 000 tun textilních vláken. Ve výrobním procesu od česání plodů až po odeslání hotových textilií bylo zaměstnáno cca 720 tisíc lidí (53 % ženy). Textilní výrobou z kokosových vláken se zabývalo přes 15 tisíc provozů (ze ¾ malovýrobců), které byly soustředěny hlavně ve státech Tamilnádu a Kérala. Asi 1/3 příze pocházela z mechanizovaných kolovratů a jednoduchých předenoskacích strojů, většina se vyráběla na kolovratech. Ve tkalcovnách se používaly z více než 98 % ruční stavy. Asi 2/3 dělníků dostávaly měsíční plat (70-140 €), ostatní měli denní mzdu.

## Zpracování kokosových ořechů na textilní vlákno
Při sklizni ořechů (50–100 ořechů na strom ve 12 stupních dozrávání) se rozeznávají dva druhy plodů:
- Zralé s kůrou s hnědými vlákny (asi 85 % světové sklizně). Vlákna obsahují více ligninu a méně celulózy než např. lýková vlákna a mají vysokou odolnost v oděru. Výrobky se používají na rohože a pytle.[7]

Asi 1/3 z nich je „bristle“ (štětiny), hrubší a tužší materiál, vhodný zejména na štětiny kartáčů
- Ořechy trhané krátce před dozráním, které dávají bílá, lehce nahnědlá vlákna (15 %). Vlákna jsou jemnější a hladší, mají však nižší pevnost. Zpracovávají se skoro výhradně na příze.[7]

Dřevina oddělená od vláken se exportuje za cca 0,10 €/kg.
Česání plodů se speciálním nářadím: až z 250 palem za den.
Loupání kůry: Ručně asi ze 150 ořechů za den, strojově cca 400.
Máčení kokosové kůry konvenčním způsobem se provádí u vláken ze zralých plodů v čerstvé vodě po dobu cca 6 měsíců, (bílá) kůra z nedozrálých plodů se máčí 8–10 měsíců.
Rozvlákňování máčené kůry se provádí tlučením dřevěnými palicemi. V posledních letech se začaly používat také speciální stroje. Oddělování vláken od dřeviny se dokončuje vypráním zbytků nečistot.

## Výroba příze
Na začátku 21. století se např. v Indii vyráběla asi 1/3 přízí ručně, bez jakýchkoliv nástrojů, 65 % na kolovratech a nepatrné množství na předenoskacích strojích (méně než 1 % výrobní kapacity). Ve Vietnamu a na Srí Lance byly výrobní podmínky podobné.
Ručně se dá upříst (Z zákrut), skát (dvojmo) a navíjet do přaden max. 2,5 kg příze za den.
Kolovrat („ratt“) na spřádání kokosových vláken je zařízení s jedním pevným a jedním otočným kolem, které zpravidla obsluhují tři ženy. Dvě z nich za chodu na vzdálenost asi 10 m zhotovují dvě niti, které se při chodu zpět ke kolovratu spojují a zakrucují. V Indii byla asi 1/3 kolovratů opatřena motorem, který nahrazuje třetí osobu k obsluze. Na zařízení se dá vyrobit 10–15 kg příze za den.
Na předenoskacím stroji („automatic spinning machine“) se vlákna zpracovávají za mokra. Vrstva rozvlákněného materiálu v šířce cca 60 cm prochází dvěma páry protahovacích válců, kde se vlákna urovnávají do jednoho směru a vrstva se pak rozděluje na dva proudy vláken, které se mírně zakrucují a spojují do výsledné příze. V závislosti na jemnosti obnáší hodinový výkon stroje cca 5-10 kg.

### Vlastnosti a použití příze
Jemnost příze se zpravidla udává v tzv. runnage tj. v m/kg. Běžně se vyrábí jemnosti 100–330 m/kg (3–10 ktex).
Tradiční označení jemnosti je tzv. scorage, které udává počet nití uložených těsně vedle sebe na pruhu o šířce 4,57 cm (běžná scorage je cca 5 až 20).
Indická norma zaznamenává 23 jakostních tříd kokosové příze, z toho 3 druhy z nemáčených vláken. Norma se však netýká přízí strojově vyrobených (jakostní kritéria pro tyto výrobky nejsou známá).
Ve stejnoměrnosti tloušťky příze připouští norma odchylky až 10 %.
Příze se používá zejména na tkaní rohožek, sítí, hrubých (matting) a pestře tkaných koberců (např. mourzouk), netkané geotextilie a lana.

## Tkaní
Se provádí na začátku 21. století téměř výlučně na ručních stavech (např. v Indii bylo cca 19 000 ručních a 150 mechanických stavů). Příze na tkaniny jsou většinou bělené nebo barvené.
Osnovy jsou zpravidla pásově snované, pro některé druhy tkanin se osnovní nitě předkládají na cívkách.

## Lana a provaznické výrobky
Z kokosových vláken se splétají ručně. Pro tyto účely se spotřebuje cca 15 % z celkového množství příze.

## Galerie kokosových vláken

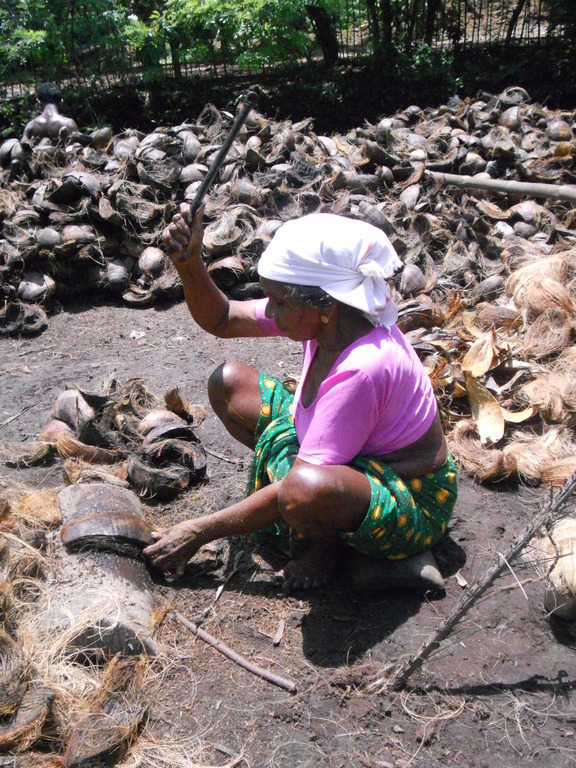
Louskání kokosových ořechů
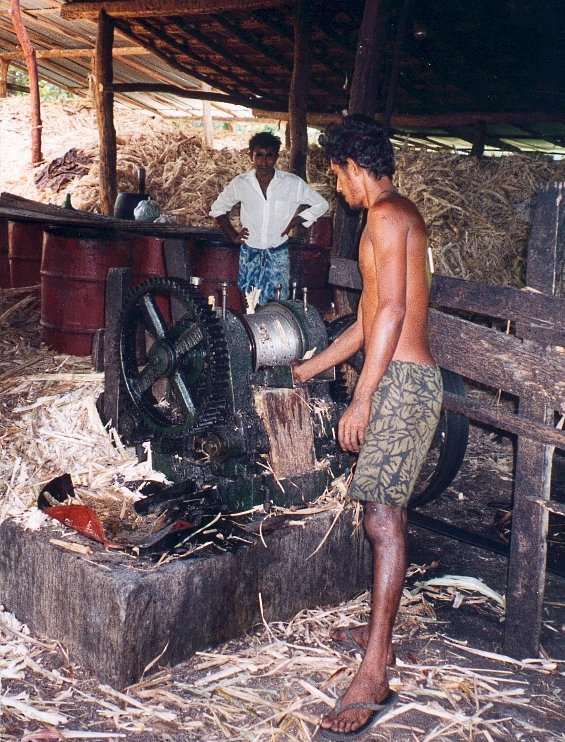
Rozvlákňování kůry (Srí Lanka koncem 20. století)
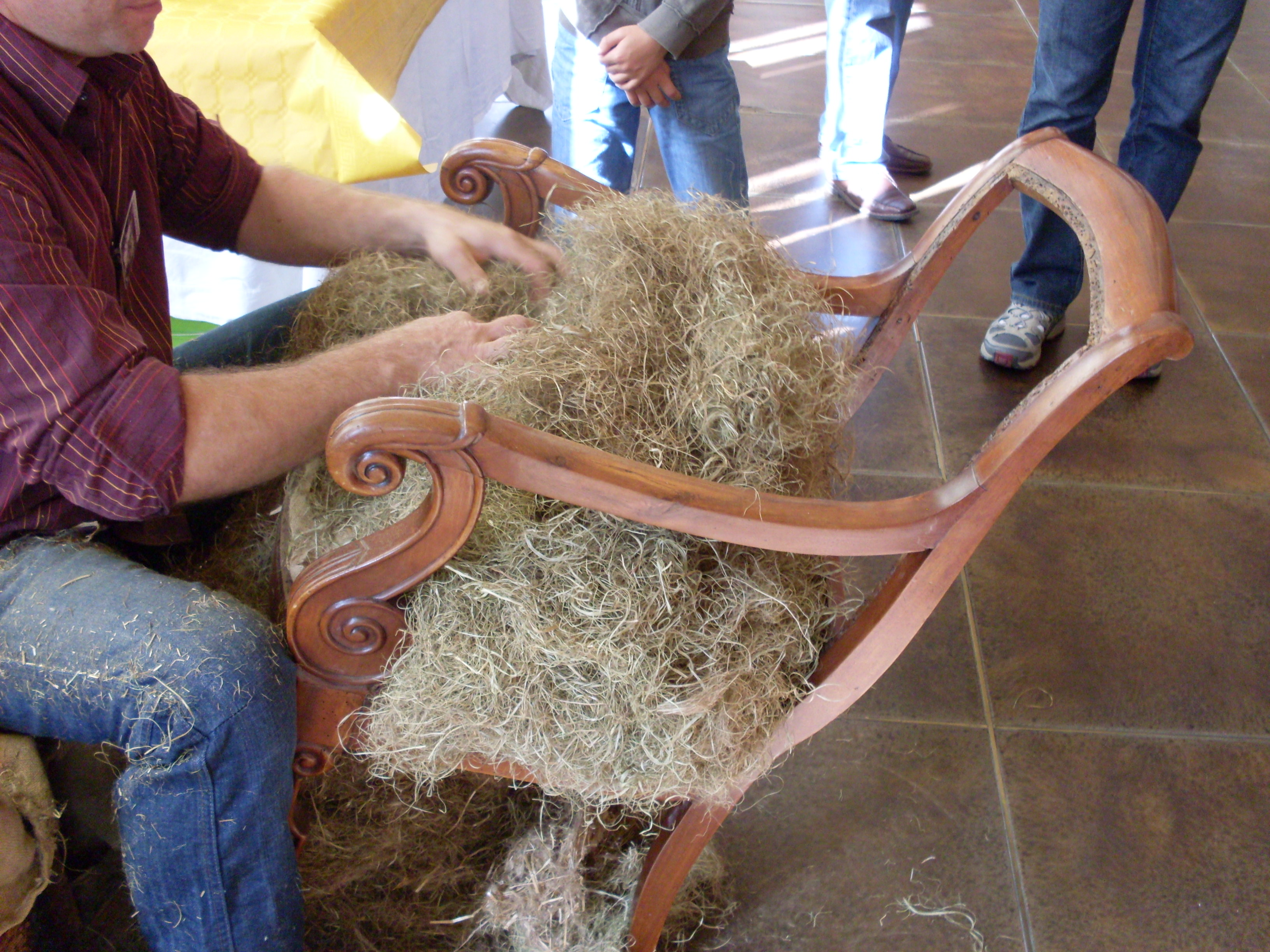
Čalounění s kokosovými vlákny
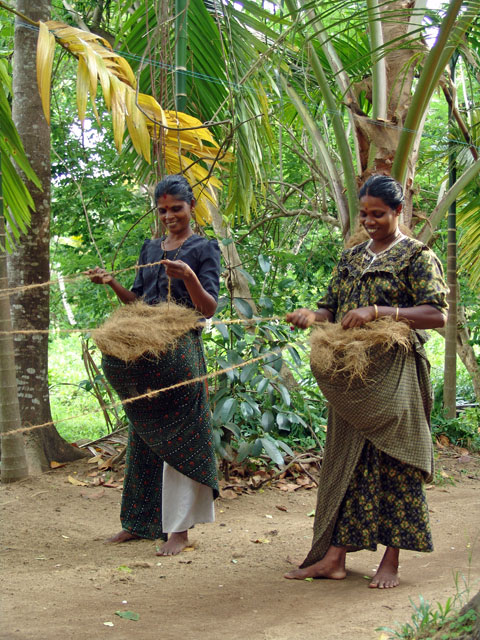
Ruční výroba kokosové příze (Indie 2005)
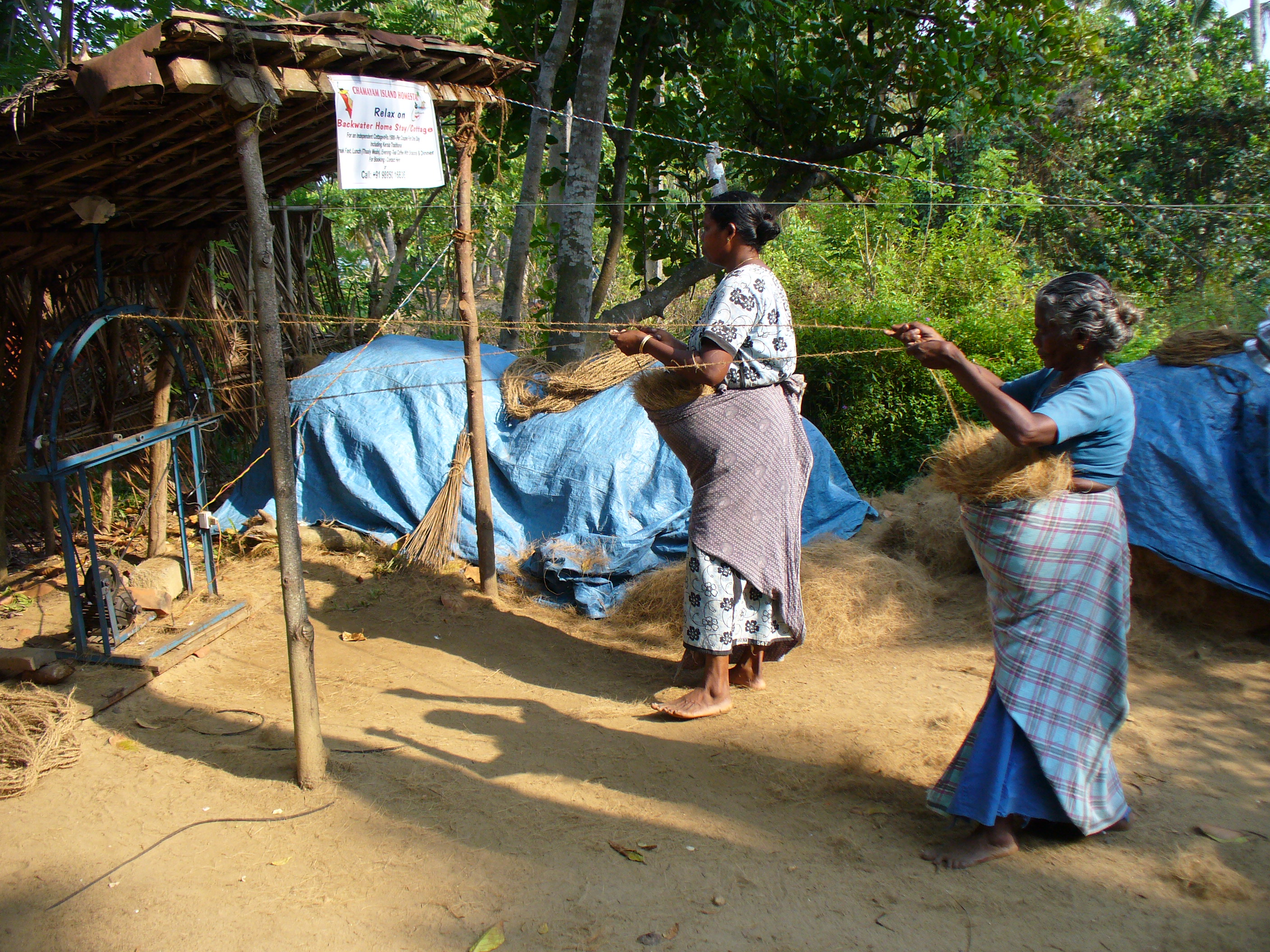
Stáčení kokosových nití na lanové dráze (Kérala koncem 20. století)
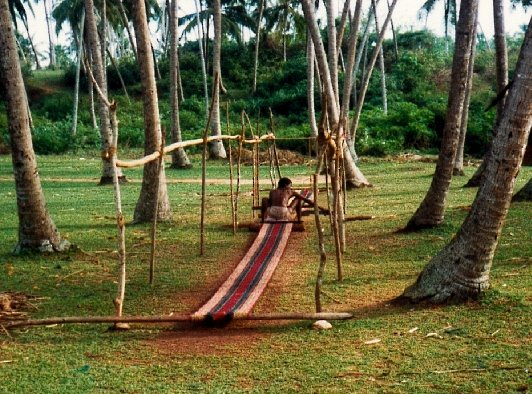
Tkaní běhounu na ručním stavu (Srí Lanka koncem 20. století)
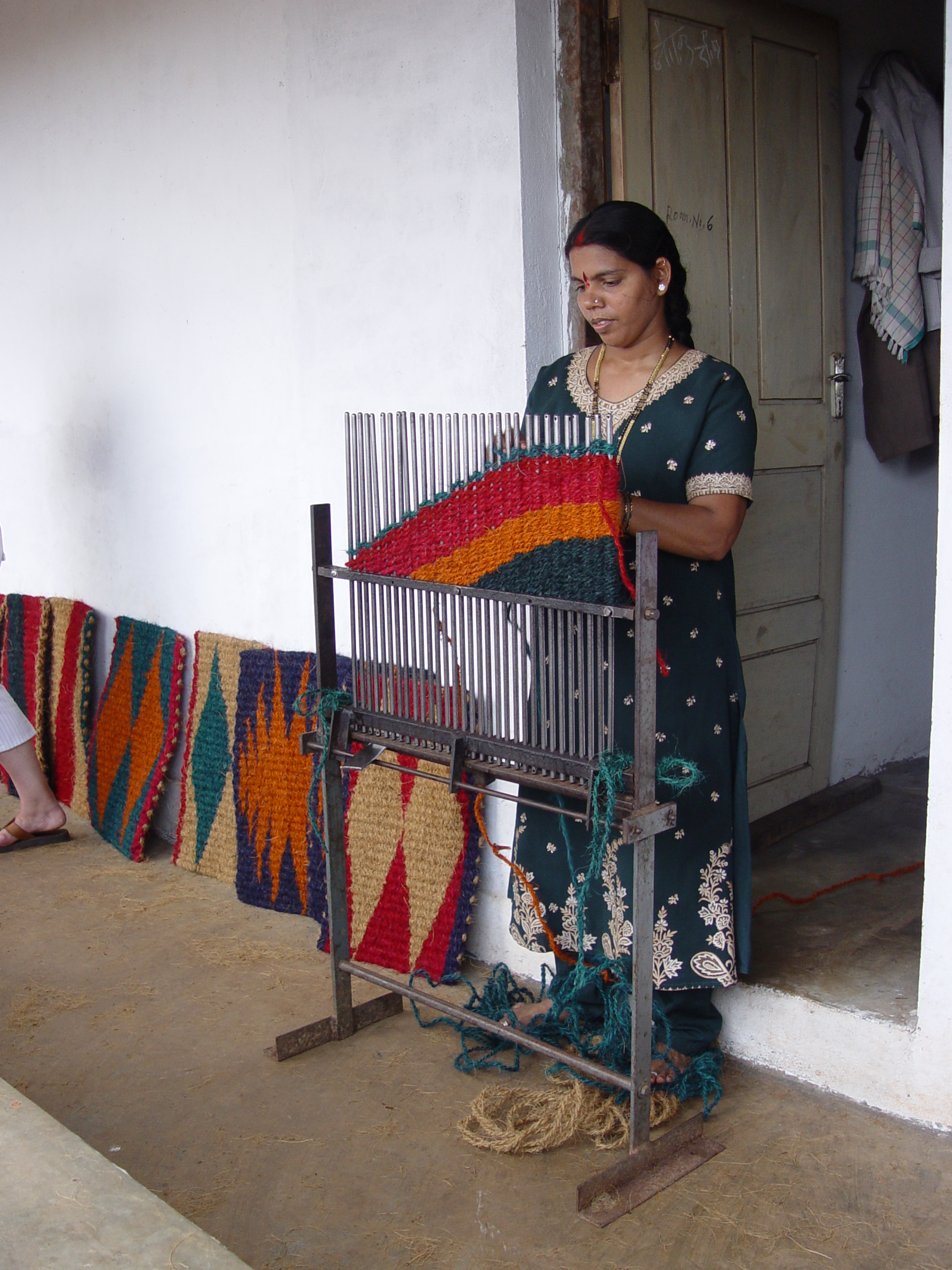
Výroba rohoží z kokosového vlákna, Goa, Indie
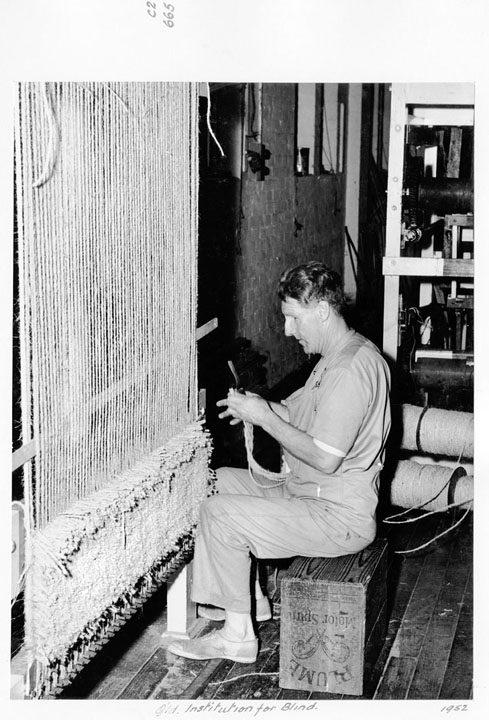
Vázání koberce z kokosové příze (Austrálie 1952)
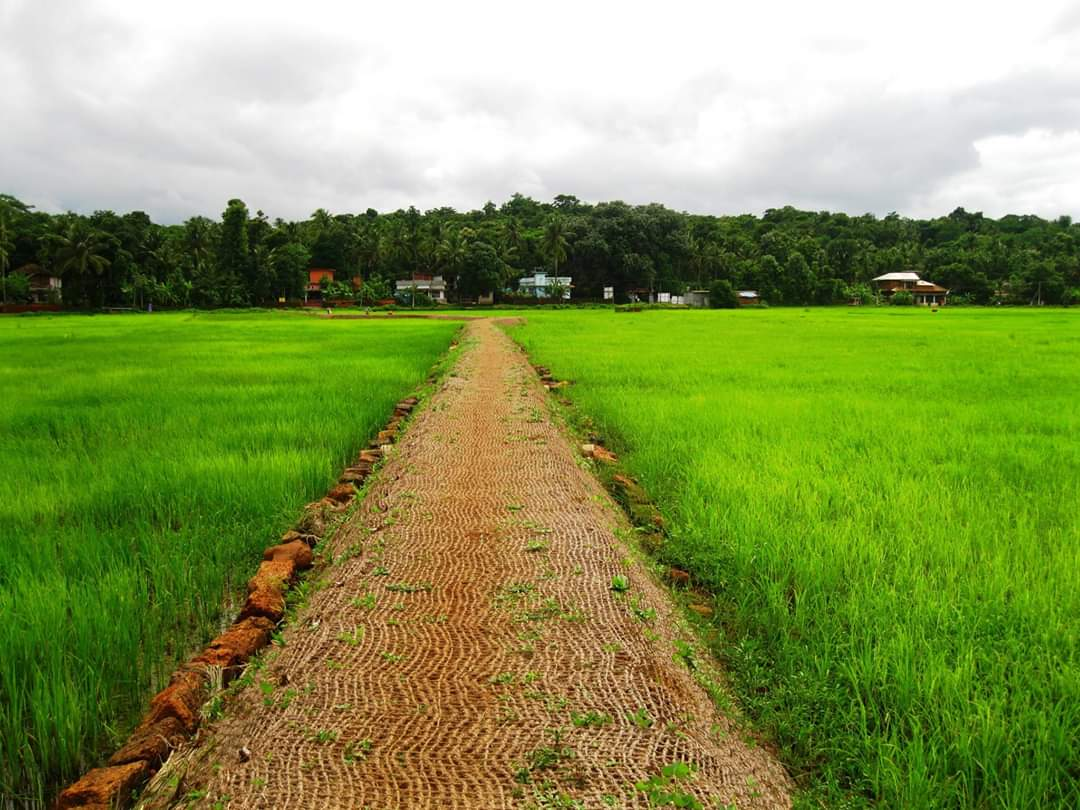
Kokosová geotextilie
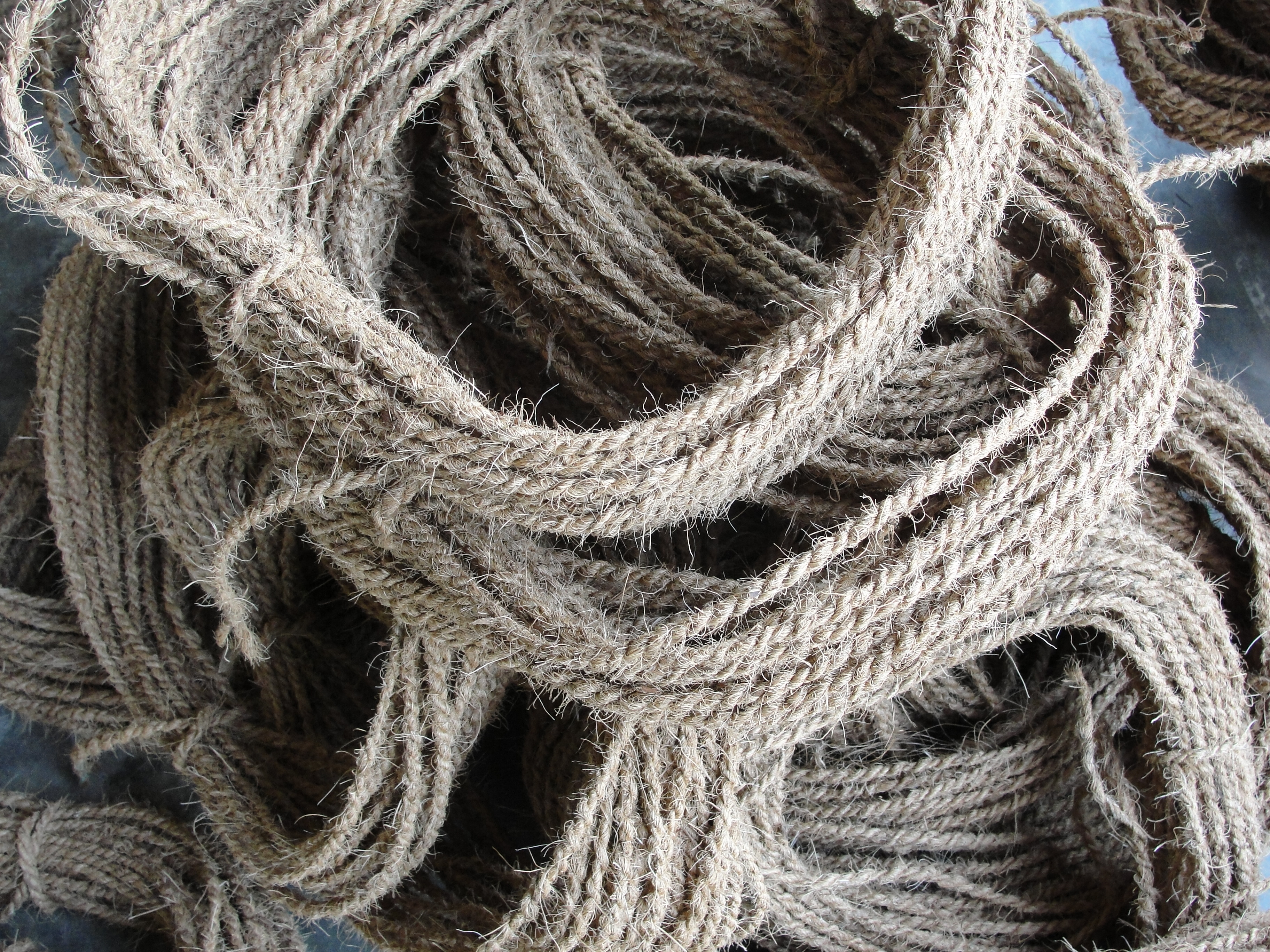
Lano z kokosové příze